# Engelcurve
De Engelcurve geeft het verband weer tussen de gevraagde hoeveelheid van bepaalde goederen of diensten en de hoogte van een budget of inkomen. De Engelcurve is vernoemd naar de Duitse statisticus Ernst Engel (1821-1896), die als eerste deze relatie tussen goederen en inkomsten systematisch onderzocht in 1857. 

## Vorm
Grafisch wordt de Engel-curve weergegeven in het eerste kwadrant van het Cartesiaanse coördinatensysteem. Het inkomen wordt weergegeven op de verticale as en de gevraagde hoeveelheid voor het geselecteerde goed of dienst op de horizontale as. 
De vormen van Engel-krommen zijn afhankelijk van vele demografische variabelen en andere consumentenkenmerken. De Engel-curve van een goed weerspiegelt zijn inkomenselasticiteit en geeft aan of het een inferieur-, normaal- of luxegoed is. Empirische Engel-curven zijn voor sommige goederen bijna lineair en voor andere zeer niet-lineair.